# Osroés
Osroés (v řecko-římských pramenech někdy i Chosroés [Χοσρόης], persky Husrav) byl parthský velkokrál z rodu Arsakovců panující v letech 108–128/129. Byl bratrem nebo švagrem krále Pakora a zpočátku snad vládl souběžně s ním, později mu vyvstal protivník ve Vologaisovi III., který se mocensky opíral o východní provincie.

## Vláda
Většina informací o Osroově vládě se vztahuje k válce s Římany vedenými císařem Traianem. Její příčinou byl spor o arménský trůn, na nějž Parthové dosadili Parthamasiria, syna Pakorova, aniž požádali Římany o svolení (Arménie byla římským vazalským státem). Osroés se sice roku 113 pokusil s císařem vyjednávat, ale jeho poselstvo nedostalo žádnou odpověď a vrátilo se s nepořízenou. Tato králova vstřícnost možná souvisela s aktivitami vzdorokrále Vologaisa, který asi od roku 111/112 držel část parthského území.

V letech 114–115 vpadl Traianus do Arménie a bez odporu ji obsadil, pak se obrátil proti Edesse a v roce 116 dobyl parthské hlavní město Ktésifón. Odtud postupoval k Perskému zálivu, proti Charakéné, jejíž vládce se mu ihned podrobil. Osroovy parthské oddíly se stáhly na východ. Za této situace propukly v zádech Římanů četné revolty, zejména židovská v Kyrenaice, která se rozšířila i do Alexandrie a Judeje. Traianus již v roce 117 zemřel a jeho nástupce Hadrianus raději rezignoval na většinu římských územních zisků (propuštěna byla rovněž Osroova dcera, zajatá při dobývání Ktésifóntu).

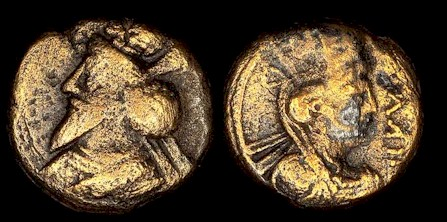
Osroova mince

Ačkoli římsko-parthská válka neměla pro parthskou stranu katastrofální důsledky, tak jak by vyplývalo ze samotného průběhu válečných operací, přesto natrvalo otřásla postavením arsakovského velkokrále v íránských krajích. Osroovi se nejen nepodařilo eliminovat důsledky porážek v mezopotámském prostoru (zejména ve vztahu k parthským vazalům), ale ani zabránit dalšímu úpadku centrální moci v říši. Vzdorokrál Vologaisés, který ovládal východní provincie téměř od počátku Osroovy vlády, nebyl poražen, a naopak svou pozici upevnil – koncem dvacátých let ovládl i parthské hlavní město Ktésifón. Osroův další osud je nejasný.